# Matt Dunning

a Compétitions nationales et continentales officielles uniquement.

b Matchs officiels uniquement.
Dernière mise à jour le 26 juillet 2018.
Matthew John Dunning dit Matt Dunning, né le 19 décembre 1978 à Calgary, est un joueur de rugby à XV australien.
Il joue avec l'équipe d'Australie évoluant au poste de pilier. Après avoir joué avec les New South Wales Waratahs, il rejoint la Western Force en 2010. 
Il est connu pour avoir marqué un drop en 2003 lors du Super 12 ce qui est très rare pour un pilier, mais en plus s'est avéré être un coup du sort pour son équipe qui avait besoin du bonus offensif et bénéficiait d'un avantage en cours; au moment de frapper ce drop Matt Dunning ne pensait pas le réussir, et donc pensait pouvoir bénéficier de l'avantage.

## Biographie
Matt Dunning joue de 2001 à 2010 avec les New South Wales Waratahs avant de rejoindre la Western Force en 2010. Il obtient sa première sélection le 25 octobre 2003 contre l'équipe de Namibie. Il dispute deux matchs de la coupe du monde de 2003 dont un comme titulaire.
En 2011, il rejoint le club français du Biarritz olympique en Top 14, mais un problème physique décelé lors d'une visite médicale en août provoque la rupture de son contrat par le club basque.

## Palmarès
- Finaliste de la coupe du monde en 2003.
- Finaliste du Super 12 en 2005.
- Finaliste du Super 14 en 2008.

## Statistiques

### En club et province
- 66 sélections avec la province de New South Wales.
- 90 matchs avec les Waratahs.
- 21 matchs avec la Western Province.

### En équipe nationale
- 45 sélections.
- Sélections par année : 2 en 2003, 11 en 2004, 12 en 2005, 11 en 2007, 7 en 2008, 2 en 2009.